# Chad Lindberg
Chad Tyler Lindberg est un acteur américain né le 1er novembre 1976 à Mount Vernon, dans l'État de Washington, (États-Unis).

## Biographie
Chad Lindberg étudie à l'université Mount Vernon High School dans sa ville natale de Mount Vernon, (Washington). Il commence sa carrière d'acteur dans le rôle de Rory dans Black Circle Boys, sorti au festival du film de Sundance en 1997.
Il fait ensuite de nombreuses apparitions dans des séries télévisées populaires, telles qu'Urgences, Buffy contre les vampires ou encore X-Files. Chad continue ensuite sa carrière au cinéma, notamment dans le rôle de Sherman O'Dell dans Ciel d'octobre et celui de Jesse, un mécanicien bégayant, dans Fast and Furious.
En 2005, il tient le rôle de Chad Willingham dans Les Experts : Manhattan (en anglais ; CSI: NY), et celui d'Ash en 2010 dans Supernatural.
En 2009, il présente le documentaire My Big Break avec Tony Zierra, Wes Bentley, Brad Rowe et Greg Fawcett, qui raconte le début de sa carrière. Il incarne également Hicks, un tueur professionnel, en tant que vedette invitée dans un épisode de The Cape.

## Filmographie

### Cinéma
- 1995 : Born to Be Wild : patron du Burger
- 1997 : Black Circle Boys : Rory
- 1998 : Code Mercury : James
- 1998 : La Cité des anges : le fils de Balford
- 1998 : The Velocity of Gary* * : l'enfant Joey
- 1999 : Ciel d'Octobre : O'Dell
- 1999 : The White River Kid de Arne Glimcher : Reggie Weed
- 2000 : Brightness : Nick
- 2001 : Undone : Paul
- 2001 : Fast and Furious : Jesse
- 2002 : The Flats : Harper
- 2002 : Rêve de champion : Joe David West
- 2002 : A Midsummer Night's Rave : Nick
- 2003 : The Failures : William
- 2003 : Le Dernier Samouraï : Winchester Rep Assistant
- 2005 : Adam et Eve : Freddie
- 2006 : Punk Love : Spike
- 2006 : Push : Joe
- 2008 : The Other Side of the Tracks : Rusty
- 2009 : Crimes of the Past : Kidd Bangs
- 2010 : Once Fallen : Beat
- 2010 : I Spit on Your Grave : Matthew
- 2010 : In the Gray : Gage
- 2011 : Black Velvet : dealer
- 2011 : Should've Been Romeo : Gordon
- 2012 : Alex Cross de Rob Cohen : Vincent Dardis
- 2012 : Rise of the zombies
- 2013 : Decoding Annie Parker de Steven Bernstein (en)
- 2017 : Security d'Alain DesRochers : Mason
- 2020 : Four Good Days de Rodrigo García : Daniel
- 2023 : True crimes : Beat

### Télévision
- 1997 : Urgences (Saison 3, Épisode 14 et 16) : Jad Houston
- 1997 : Buffy contre les vampires (Saison 1, Épisode 8) : Dave
- 1997 : 413 Hope Street (Saison 1, Épisode 6) : Jonas
- 1998 : X-Files (Saison 5, Épisode 9) : Bobby Rich
- 1999 : Ryan Caulfield (Saison 1, Épisodes 1 et 3) : Phil 'H' Harkins
- 2003 : Les Experts (Saison 3, Épisode 11) : Brody Jones
- 2003 : New York, unité spéciale (Saison 4, Épisode 21) : Eddie Cappilla
- 2004 : New York Police Blues (Saison 11, Épisode 18) : Eric Keller
- 2004 : Cold Case : Affaires classées (Saison 2, Épisode 4) : Johnny Harkin
- 2005 : The Inside : Dans la tête des tueurs (Saison 1, Épisode 8) : Louis Salt
- 2005 : Les Experts : Manhattan (Saison 1, Épisodes 18, 19, 20 et 21) : Chad Willingham
- 2006 - 2007 : Supernatural (Saison 2, Épisodes 2, 5, 10 et 21) : Ash
- 2007 : Life (Saison 1, Épisode 1) : Lonnie Garth
- 2009 : Terminator : Les Chroniques de Sarah Connor (Saison 2, Épisode 14) : Député Simmons
- 2009 : Sons of Anarchy (Saison 2, Épisode 3) : Meth Dealer
- 2010 : Supernatural (Saison 5, Épisode 16) : Ash
- 2011 : Esprits criminels (Saison 6, Épisode 19)
- 2012 : Castle  (Saison 5, Épisode 3) : Marco Vinstrolli
- 2014 : Ghost Stalkers
- 2015 : Marvel : Les Agents du SHIELD (Saison 3, Épisode 4) : Dwight Frye
- 2018 : NCIS : Enquêtes spéciales (Saison 16, Épisode 1) : Joey Peanuts

Apparitions Spéciales
- 2001 : Carving Out Our Name
- 2009 : My Big Break

## Source de la traduction
- (en) Cet article est partiellement ou en totalité issu de l’article de Wikipédia en anglais intitulé « Chad Lindberg » (voir la liste des auteurs).